# Rolla Seshagiri Rao
Rolla Seshagiri Rao (1921-2015) fue un botánico y profesor indio, que fue "botánico regional" del Botanical Survey of India. Acompañó a la "Expedición India" a Cho-Oyu en Nepal oriental.

## Algunas publicaciones

### Libros
- rolla seshagiri Rao, s. hara Sreeramulu. 1986. Flora of Srikakulam District, Andhra Pradesh, India. Ed. Meerut : Indian Botanical Society. 640 pp.

- ---------. 1986. Flora of India Series: Series II: State Flora Analysis: Flora of Goa, Diu, Daman, Dadra and Nagarhaveli. xxx + 546 pp.

- ---------; s. Sudhakar, p. Venkanna. 1999. Flora of East Godavari District, Andhra Pradesh, India. 947 pp.

- ---------. 2003. Floristic environment of lake Kolleru. En: Lake Kolleru : Environmental Status (Past and Present). Eds. M.K. Durga Prasad & Y. Anjaneyulu, BS Pub, viii + 236 pp. ISBN 81-7800-046-6

- La abreviatura «R.S.Rao» se emplea para indicar a Rolla Seshagiri Rao como autoridad en la descripción y clasificación científica de los vegetales.[2]